# Fillmore (Saskatchewan)
Pour les articles homonymes, voir Fillmore.
Fillmore est une communauté située dans la province de la Saskatchewan, dans le centre-sud.